# Geschiedenis van de transistor

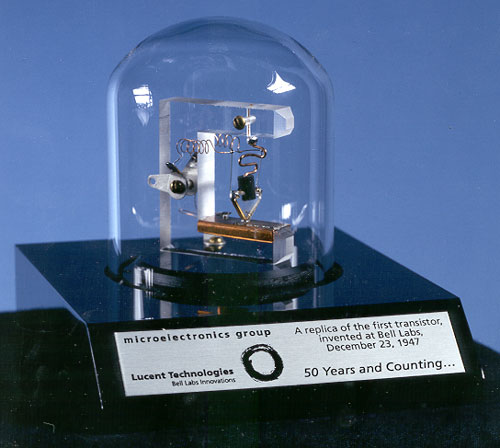
Punttransistormodel van Bardeen en Brattain. De driehoek in het midden is een transparant prisma, langs de randen waarvan foliestrips zijn gelijmd - de collector- en emitterdraden. De basis is een metalen basis waarop een germaniumkristal is bevestigd.

De geschiedenis van de transistor begon op 16 december 1947. Op die dag assembleerde experimenteel natuurkundige Walter Brattain, die samenwerkte met theoreticus John Bardeen, de eerste bruikbare punttransistor. Zes maanden later, maar vóór de publicatie van het werk van Bardeen en Brattain, presenteerde Duitse natuurkundigen Herbert Matare en Heinrich Welker een in Frankrijk ontwikkelde punttransistor ("transistron"). Dus uit mislukte pogingen om eerst een solid-state analoge transistor van een vacuümtriode en vervolgens een veldeffecttransistor te maken, werd de eerste onvolmaakte bipolaire transistor geboren.
De punttransistor, die ongeveer tien jaar in massa werd geproduceerd, bleek een doodlopende tak van de ontwikkeling van elektronica te zijn - hij werd vervangen door germanium-overgangtransistors. De theorie van pn-overgang en overgangtransistor werd in 1948-1950 gecreëerd door William Shockley. De eerste overgangtransistor werd op 12 april 1950 gefabriceerd door smeltgroei. Het werd opgevolgd door een gefuseerde transistor, elektrochemische transistor en diffusie-mesa-transistor.
In 1954 bracht Texas Instruments de eerste siliciumtransistor uit. De ontdekking van het proces van "natte oxidatie" van silicium. Silicium verving germanium en het planaire proces werd de belangrijkste transistortechnologie en maakte het mogelijk om monolithische geïntegreerde schakelingen te creëren.

## Achtergrond

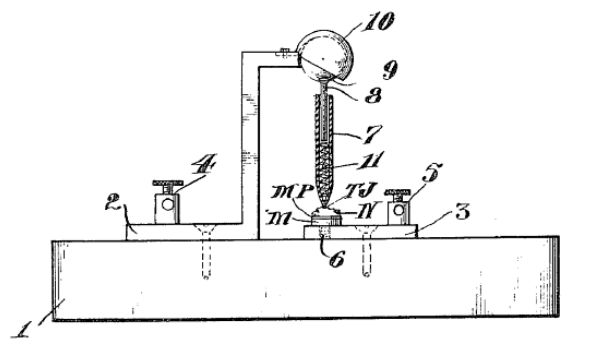
Halfgeleider Pickard-detector 1906 jaar

In 1906 patenteerde Greenleaf Pickard een siliciumkristaldetector. In 1910 ontdekte William Eckles dat kristaldetectoren onder bepaalde omstandigheden een negatieve differentiële weerstand vertonen en daarom kunnen worden gebruikt om oscillaties te genereren en signalen te versterken. In 1922 bewees Oleg Losev de mogelijkheid van versterking en opwekking van elektromagnetische oscillaties op een kristaldetector wanneer er een constante voorspanning op wordt toegepast (cristadine-effect). De zinkietdetector van Losev ("kristadin") bleef bruikbaar bij frequenties tot 10 MHz. Tegen het einde van de jaren twintig waren kristaldetectoren verdrongen door vacuümbuizen en was de ontwikkeling van deze tak van de halfgeleiderfysica tot stilstand gekomen.